# Globus d'Or a la millor pel·lícula dramàtica
El Premi Globus d'Or a la millor pel·lícula dramàtica (Best Motion Picture - Drama) és un premi de cinema atorgat anualment des de 1951 per la Hollywood Foreign Press Association.
Quan es van instaurar aquests premis, l'any 1944, només hi havia una sola categoria per premiar a la millor pel·lícula. L'any 1951, l'organització va separar el premi en dues categories, millor pel·lícula dramàtica i millor pel·lícula musical o còmica. Només l'any 1953 es van reunificar.

## Dècada de 1950
| Any  | Pel·lícula                       | Director/s        | Productor/s         |
| ---- | -------------------------------- | ----------------- | ------------------- |
| 1950 | All the King's Men               | Robert Rossen     | Robert Rossen       |
| 1951 | Sunset Boulevard                 | Billy Wilder      | Charles Brackett    |
| 1952 | A Place in the Sun               | George Stevens    | George Stevens      |
| 1952 | Bright Victory                   | Mark Robson       | Robert Buckner      |
| 1952 | Detective Story                  | William Wyler     | William Wyler       |
| 1952 | Quo Vadis                        | Mervyn LeRoy      | Sam Zimbalist       |
| 1952 | A Streetcar Named Desire         | Elia Kazan        | Charles K. Feldman  |
| 1953 | L'espectacle més gran del món    | Cecil B. DeMille  | Cecil B. DeMille    |
| 1953 | Come Back, Little Sheba          | Daniel Mann       | Hal B. Wallis       |
| 1953 | The Happy Time                   | Richard Fleischer | Earl Fenton         |
| 1953 | Sol davant el perill             | Fred Zinnemann    | Stanley Kramer      |
| 1953 | The Thief                        | Russell Rouse     | Clarence Greene     |
| 1954 | La túnica sagrada                | Henry Koster      | Frank Ross          |
| 1955 | La llei del silenci              | Elia Kazan        | Sam Spiegel         |
| 1956 | A l'est de l'edèn                | Elia Kazan        | Elia Kazan          |
| 1957 | La volta al món en vuitanta dies | Michael Anderson  | Kevin McClory       |
| 1957 | Gegant                           | George Stevens    | Henry Ginsberg      |
| 1957 | Van Gogh, la passió de viure     | Vincente Minnelli | John Houseman       |
| 1957 | The Rainmaker                    | Joseph Anthony    | Hal B. Wallis       |
| 1957 | Guerra i pau                     | King Vidor        | Dino De Laurentiis  |
| 1958 | El pont del riu Kwai             | David Lean        | Sam Spiegel         |
| 1958 | A Hatful of Rain                 | Fred Zinnemann    | Buddy Adler         |
| 1958 | Sayonara                         | Joshua Logan      | William Goetz       |
| 1958 | Dotze homes sense pietat         | Sidney Lumet      | Henry Fonda         |
| 1958 | Testimoni de càrrec              | Billy Wilder      | Arthur Hornblow Jr. |
| 1959 | Fugitius                         | Stanley Kramer    | Stanley Kramer      |
| 1959 | La gata sobre la teulada de zinc | Richard Brooks    | Lawrence Weingarten |
| 1959 | Home Before Dark                 | Mervyn LeRoy      | Mervyn LeRoy        |
| 1959 | Vull viure                       | Robert Wise       | Claude Miller       |
| 1959 | Separate Tables                  | Delbert Mann      | Harold Hecht        |

## Dècada de 1960
| Any  | Pel·lícula                            | Director/s           | Productor/s        |
| ---- | ------------------------------------- | -------------------- | ------------------ |
| 1960 | Ben Hur                               | William Wyler        | Sam Zimbalist      |
| 1960 | Anatomia d'un assassinat              | Otto Preminger       | Otto Preminger     |
| 1960 | The Diary of Anne Frank               | George Stevens       | George Stevens     |
| 1960 | Història d'una monja                  | Fred Zinnemann       | Henry Blanke       |
| 1960 | On the Beach                          | Stanley Kramer       | Stanley Kramer     |
| 1961 | Espàrtac                              | Stanley Kubrick      | Kirk Douglas       |
| 1961 | Elmer Gantry                          | Richard Brooks       | Bernard Smith      |
| 1961 | L'herència del vent                   | Stanley Kramer       | Stanley Kramer     |
| 1961 | Sons and Lovers                       | Jack Cardiff         | Jerry Wald         |
| 1961 | Sunrise at Campobello                 | Vincent J. Donehue   | Dore Schary        |
| 1962 | Els canons de Navarone                | J. Lee Thompson      | Carl Foreman       |
| 1962 | El Cid                                | Anthony Mann         | Samuel Bronston    |
| 1962 | Fanny                                 | Joshua Logan         | Ben Kadish         |
| 1962 | Els judicis de Nuremberg              | Stanley Kramer       | Stanley Kramer     |
| 1962 | Esplendor a l'herba                   | Elia Kazan           | Elia Kazan         |
| 1963 | Lawrence d'Aràbia                     | David Lean           | Sam Spiegel        |
| 1963 | The Chapman Report                    | George Cukor         | Darryl F. Zanuck   |
| 1963 | Dies de vi i roses                    | Blake Edwards        | Martin Manulis     |
| 1963 | Freud                                 | John Huston          | Wolfgang Reinhardt |
| 1963 | Hemingway's Adventures of a Young Man | Martin Ritt          | Jerry Wald         |
| 1963 | Lisa                                  | Philip Dunne         | Mark Robson        |
| 1963 | The Longest Day                       | Ken Annakin          | Darryl F. Zanuck   |
| 1963 | The Miracle Worker                    | Arthur Penn          | Fred Coe           |
| 1963 | Rebel·lió a bord                      | Lewis Milestone      | Aaron Rosenberg    |
| 1963 | To Kill a Mockingbird                 | Robert Mulligan      | Alan J. Pakula     |
| 1964 | El cardenal                           | Otto Preminger       | Martin C. Schute   |
| 1964 | America, America                      | Elia Kazan           | Elia Kazan         |
| 1964 | Captain Newman, M.D.                  | David Miller         | Robert Arthur      |
| 1964 | The Caretakers                        | Hall Bartlett        | Hall Bartlett      |
| 1964 | Cleòpatra                             | Joseph L. Mankiewicz | Walter Wanger      |
| 1964 | La gran evasió                        | John Sturges         | John Sturges       |
| 1964 | Hud                                   | Martin Ritt          | Irving Ravetch     |
| 1964 | Els lliris dels prats                 | Ralph Nelson         | Ralph Nelson       |
| 1965 | Becket                                | Peter Glenville      | Hal B. Wallis      |
| 1965 | The Chalk Garden                      | Ronald Neame         | Ross Hunter        |
| 1965 | Dear Heart                            | Delbert Mann         | Martin Manulis     |
| 1965 | La nit de la iguana                   | John Huston          | John Huston        |
| 1965 | Zorba the Greek                       | Michael Cacoyannis   | Michael Cacoyannis |
| 1966 | Doctor Givago                         | David Lean           | Arvid Griffen      |
| 1966 | El col·leccionista                    | William Wyler        | Jud Kinberg        |
| 1966 | The Flight of the Phoenix             | Robert Aldrich       | Robert Aldrich     |
| 1966 | A Patch of Blue                       | Guy Green            | Guy Green          |
| 1966 | El vaixell dels bojos                 | Stanley Kramer       | Stanley Kramer     |
| 1967 | Un home per a l'eternitat             | Fred Zinnemann       | Fred Zinnemann     |
| 1967 | Born Free                             | James H. Hill        | Sam Jaffe          |
| 1967 | Els professionals                     | Richard Brooks       | Richard Brooks     |
| 1967 | The Sand Pebbles                      | Robert Wise          | Robert Wise        |
| 1967 | Qui té por de Virginia Woolf?         | Mike Nichols         | Ernest Lehman      |
| 1968 | En la calor de la nit                 | Norman Jewison       | Walter Mirisch     |
| 1968 | Bonnie i Clyde                        | Arthur Penn          | Warren Beatty      |
| 1968 | Lluny del brogit mundà                | John Schlesinger     | Joseph Janni       |
| 1968 | Endevina qui ve a sopar               | Stanley Kramer       | George Glass       |
| 1968 | A sang freda                          | Richard Brooks       | Richard Brooks     |
| 1969 | The Lion in Winter                    | Anthony Harvey       | Martin Poll        |
| 1969 | Charly                                | Ralph Nelson         | Ralph Nelson       |
| 1969 | The Fixer                             | John Frankenheimer   | Edward Lewis       |
| 1969 | The Heart Is a Lonely Hunter          | Robert Ellis Miller  | Joel Freeman       |
| 1969 | The Shoes of the Fisherman            | Michael Anderson     | George Englund     |

## Dècada de 1970
| Any  | Pel·lícula                           | Director/s            | Productor/s                     |
| ---- | ------------------------------------ | --------------------- | ------------------------------- |
| 1970 | Anna dels mil dies                   | Charles Jarrott       | Hal B. Wallis                   |
| 1970 | Butch Cassidy and the Sundance Kid   | George Roy Hill       | John Foreman                    |
| 1970 | Cowboy de mitjanit                   | John Schlesinger      | Jerome Hellman                  |
| 1970 | The Prime of Miss Jean Brodie        | Ronald Neame          | James Cresson                   |
| 1970 | They Shoot Horses, Don't They?       | Sydney Pollack        | Robert Chartoff                 |
| 1971 | Love Story                           | Arthur Hiller         | Howard G. Minsky                |
| 1971 | Airport                              | George Seaton         | Ross Hunter                     |
| 1971 | Five Easy Pieces                     | Bob Rafelson          | Robert Daley                    |
| 1971 | I Never Sang for My Father           | Gilbert Cates         | Gilbert Cates                   |
| 1971 | Patton                               | Franklin J. Schaffner | Frank Caffey                    |
| 1972 | French Connection                    | William Friedkin      | Philip D'Antoni                 |
| 1972 | A Clockwork Orange                   | Stanley Kubrick       | Si Litvinoff                    |
| 1972 | L'última projecció                   | Peter Bogdanovich     | Stephen J. Friedman             |
| 1972 | Mary, Queen of Scots                 | Charles Jarrott       | Hal B. Wallis                   |
| 1972 | Estiu del 42                         | Robert Mulligan       | Richard A. Roth                 |
| 1973 | El Padrí                             | Francis Ford Coppola  | Albert S. Ruddy                 |
| 1973 | Deliverance                          | John Boorman          | John Boorman                    |
| 1973 | Frenesí                              | Alfred Hitchcock      | William Hill                    |
| 1973 | L'aventura del Posidó                | Ronald Neame          | Irwin Allen                     |
| 1973 | L'empremta                           | Joseph L. Mankiewicz  | Morton Gottlieb                 |
| 1974 | L'exorcista                          | William Friedkin      | William Peter Blatty            |
| 1974 | Cinderella Liberty                   | Mark Rydell           | Mark Rydell                     |
| 1974 | Xacal                                | Fred Zinnemann        | John Woolf                      |
| 1974 | L'últim tango a París                | Bernardo Bertolucci   | Alberto Grimaldi                |
| 1974 | Save the Tiger                       | John G. Avildsen      | Edward S. Feldman               |
| 1974 | Serpico                              | Sidney Lumet          | Dino De Laurentiis              |
| 1975 | Chinatown                            | Roman Polanski        | Robert Evans                    |
| 1975 | La conversa                          | Francis Ford Coppola  | Francis Ford Coppola            |
| 1975 | Terratrèmol (Earthquake)             | Mark Robson           | Mark Robson                     |
| 1975 | El Padrí II                          | Francis Ford Coppola  | Francis Ford Coppola            |
| 1975 | Una dona ofuscada                    | John Cassavetes       | Sam Shaw                        |
| 1976 | Algú va volar sobre el niu del cucut | Miloš Forman          | Michael Douglas                 |
| 1976 | Barry Lyndon                         | Stanley Kubrick       | Stanley Kubrick                 |
| 1976 | Tarda negra                          | Sidney Lumet          | Martin Bregman                  |
| 1976 | Jaws                                 | Steven Spielberg      | David Brown                     |
| 1976 | Nashville                            | Robert Altman         | Robert Altman                   |
| 1977 | Rocky                                | John G. Avildsen      | Robert Chartoff i Irwin Winkler |
| 1977 | Tots els homes del president         | Alan J. Pakula        | Walter Coblenz                  |
| 1977 | Camí a la glòria                     | Hal Ashby             | Robert Blumofe                  |
| 1977 | Network                              | Sidney Lumet          | Howard Gottfried                |
| 1977 | El viatge dels maleïts               | Stuart Rosenberg      | Robert Fryer                    |
| 1978 | The Turning Point                    | Herbert Ross          | Arthur Laurents                 |
| 1978 | Encontres a la tercera fase          | Steven Spielberg      | Julia Phillips                  |
| 1978 | I Never Promised You a Rose Garden   | Anthony Page          | Daniel H. Blatt                 |
| 1978 | Julia                                | Fred Zinnemann        | Richard A. Roth                 |
| 1978 | Star Wars                            | George Lucas          | Gary Kurtz                      |
| 1979 | L'Exprés de Mitjanit                 | Alan Parker           | Alan Marshall                   |
| 1979 | Coming Home                          | Hal Ashby             | Robert C. Jones                 |
| 1979 | Days of Heaven                       | Terrence Malick       | Bert Schneider                  |
| 1979 | El caçador                           | Michael Cimino        | Barry Spikings                  |
| 1979 | Una dona separada                    | Paul Mazursky         | Paul Mazursky                   |

## Dècada de 1980
| Any  | Pel·lícula                         | Director/s           | Productor/s          |
| ---- | ---------------------------------- | -------------------- | -------------------- |
| 1980 | Kramer contra Kramer               | Robert Benton        | Stanley R. Jaffe     |
| 1980 | Apocalypse Now                     | Francis Ford Coppola | Francis Ford Coppola |
| 1980 | La síndrome de la Xina             | James Bridges        | Michael Douglas      |
| 1980 | Manhattan                          | Woody Allen          | Charles H. Joffe     |
| 1980 | Norma Rae                          | Martin Ritt          | Alexandra Rose       |
| 1981 | Gent corrent                       | Robert Redford       | Ronald L. Schwary    |
| 1981 | L'home elefant                     | David Lynch          | Jonathan Sanger      |
| 1981 | The Ninth Configuration            | William Peter Blatty | William Peter Blatty |
| 1981 | Toro salvatge                      | Martin Scorsese      | Robert Chartoff      |
| 1981 | The Stunt Man                      | Richard Rush         | Richard Rush         |
| 1982 | On Golden Pond                     | Mark Rydell          | Bruce Gilbert        |
| 1982 | La dona del tinent francès         | Karel Reisz          | Leon Clore           |
| 1982 | El príncep de la ciutat            | Sidney Lumet         | Sidney Lumet         |
| 1982 | Ragtime                            | Miloš Forman         | Dino De Laurentiis   |
| 1982 | Rojos                              | Warren Beatty        | Warren Beatty        |
| 1983 | ET, l'extraterrestre               | Steven Spielberg     | Steven Spielberg     |
| 1983 | Missing                            | Costa-Gavras         | Edward Lewis         |
| 1983 | Oficial i cavaller                 | Taylor Hackford      | Martin Elfand        |
| 1983 | La decisió de la Sophie            | Alan J. Pakula       | Alan J. Pakula       |
| 1983 | Veredicte final                    | Sidney Lumet         | David Brown          |
| 1984 | La força de la tendresa            | James L. Brooks      | James L. Brooks      |
| 1984 | Reuben, Reuben                     | Robert Ellis Miller  | Julius J. Epstein    |
| 1984 | Escollits per a la glòria          | Philip Kaufman       | Irwin Winkler        |
| 1984 | Silkwood                           | Mike Nichols         | Alice Arlen          |
| 1984 | Tender Mercies                     | Bruce Beresford      | Philip Hobel         |
| 1985 | Amadeus                            | Miloš Forman         | Saul Zaentz          |
| 1985 | The Cotton Club                    | Francis Ford Coppola | Robert Evans         |
| 1985 | Els crits del silenci              | Roland Joffé         | David Puttnam        |
| 1985 | En un racó del cor                 | Robert Benton        | Robert Benton        |
| 1985 | Història d'un soldat               | Norman Jewison       | Norman Jewison       |
| 1986 | Out of Africa                      | Sydney Pollack       | Sydney Pollack       |
| 1986 | El color púrpura                   | Steven Spielberg     | Steven Spielberg     |
| 1986 | O Beijo da Mulher Aranha           | Hector Babenco       | David Weisman        |
| 1986 | El tren de l'infern                | Andrei Konchalovsky  | Richard Garcia       |
| 1986 | L'únic testimoni                   | Peter Weir           | Edward S. Feldman    |
| 1987 | Platoon                            | Oliver Stone         | Arnold Kopelson      |
| 1987 | Fills d'un déu menor               | Randa Haines         | Chris Bender         |
| 1987 | La missió                          | Roland Joffé         | Fernando Ghia        |
| 1987 | Mona Lisa                          | Neil Jordan          | Stephen Woolley      |
| 1987 | A Room with a View                 | James Ivory          | Ismail Merchant      |
| 1987 | Compta amb mi                      | Rob Reiner           | Bruce A. Evans       |
| 1988 | L'últim emperador                  | Bernardo Bertolucci  | Jeremy Thomas        |
| 1988 | Cry Freedom                        | Richard Attenborough | Richard Attenborough |
| 1988 | L'imperi del Sol                   | Steven Spielberg     | Kathleen Kennedy     |
| 1988 | Atracció fatal                     | Adrian Lyne          | Stanley R. Jaffe     |
| 1988 | La bamba                           | Luis Valdez          | Stuart Benjamin      |
| 1988 | Nuts                               | Martin Ritt          | Teri Schwartz        |
| 1989 | Rain Man                           | Barry Levinson       | Mark Johnson         |
| 1989 | The Accidental Tourist             | Lawrence Kasdan      | Phyllis Carlyle      |
| 1989 | A Cry in the Dark                  | Fred Schepisi        | Yoram Globus         |
| 1989 | Gorillas in the Mist               | Michael Apted        | Peter Guber          |
| 1989 | Crema Mississippi                  | Alan Parker          | Robert F. Colesberry |
| 1989 | Running on Empty                   | Sidney Lumet         | Griffin Dunne        |
| 1989 | La insostenible lleugeresa del ser | Philip Kaufman       | Bertil Ohlsson       |

## Dècada de 1990
| Any  | Pel·lícula                         | Director/s           | Productor/s                |
| ---- | ---------------------------------- | -------------------- | -------------------------- |
| 1990 | Born on the Fourth of July         | Oliver Stone         | A. Kitman Ho               |
| 1990 | Delictes i faltes                  | Woody Allen          | Charles H. Joffe           |
| 1990 | El club dels poetes morts          | Peter Weir           | Paul Junger Witt           |
| 1990 | Do the Right Thing                 | Spike Lee            | Spike Lee                  |
| 1990 | Temps de glòria                    | Edward Zwick         | Freddie Fields             |
| 1991 | Ballant amb llops                  | Kevin Costner        | Jim Wilson i Kevin Costner |
| 1991 | Avalon                             | Barry Levinson       | Mark Johnson               |
| 1991 | El Padrí III                       | Francis Ford Coppola | Francis Ford Coppola       |
| 1991 | Un dels nostres                    | Martin Scorsese      | Irwin Winkler              |
| 1991 | Reversal of Fortune                | Barbet Schroeder     | Edward R. Pressman         |
| 1992 | Bugsy                              | Barry Levinson       | Warren Beatty              |
| 1992 | JFK                                | Oliver Stone         | Arnon Milchan              |
| 1992 | El príncep de les marees           | Barbra Streisand     | Andrew S. Karsch           |
| 1992 | El silenci dels anyells            | Jonathan Demme       | Kenneth Utt                |
| 1992 | Thelma i Louise                    | Ridley Scott         | Mimi Polk Gitlin           |
| 1993 | Scent of a Woman                   | Martin Brest         | Martin Brest               |
| 1993 | Joc de llàgrimes                   | Neil Jordan          | Stephen Woolley            |
| 1993 | Alguns homes bons                  | Rob Reiner           | David Brown                |
| 1993 | Retorn a Howards End               | James Ivory          | Ismail Merchant            |
| 1993 | Sense perdó                        | Clint Eastwood       | Clint Eastwood             |
| 1994 | La llista de Schindler             | Steven Spielberg     | Steven Spielberg           |
| 1994 | L'edat de la innocència            | Martin Scorsese      | Barbara De Fina            |
| 1994 | In the Name of the Father          | Jim Sheridan         | Jim Sheridan               |
| 1994 | El piano                           | Jane Campion         | Jan Chapman                |
| 1994 | El que queda del dia               | James Ivory          | Ismail Merchant            |
| 1995 | Forrest Gump                       | Robert Zemeckis      | Wendy Finerman             |
| 1995 | Llegendes de passió                | Edward Zwick         | Marshall Herskovitz        |
| 1995 | Nell                               | Michael Apted        | Jodie Foster               |
| 1995 | Pulp Fiction                       | Quentin Tarantino    | Lawrence Bender            |
| 1995 | Quiz Show                          | Robert Redford       | Robert Redford             |
| 1996 | Sentit i sensibilitat              | Ang Lee              | Laurie Borg                |
| 1996 | Apol·lo 13                         | Ron Howard           | Brian Grazer               |
| 1996 | Braveheart                         | Mel Gibson           | Mel Gibson                 |
| 1996 | Els ponts de Madison               | Clint Eastwood       | Clint Eastwood             |
| 1996 | Leaving Las Vegas                  | Mike Figgis          | Lila Cazès                 |
| 1997 | El pacient anglès                  | Anthony Minghella    | Saul Zaentz                |
| 1997 | Breaking the Waves                 | Lars von Trier       | Peter Aalbæk Jensen        |
| 1997 | L'escàndol de Larry Flynt          | Miloš Forman         | Oliver Stone               |
| 1997 | Secrets and Lies                   | Mike Leigh           | Simon Channing-Williams    |
| 1997 | Shine                              | Scott Hicks          | Jane Scott                 |
| 1998 | Titanic                            | James Cameron        | James Cameron i Jon Landau |
| 1998 | Amistad                            | Steven Spielberg     | Debbie Allen               |
| 1998 | The Boxer                          | Jim Sheridan         | Arthur Lappin              |
| 1998 | Good Will Hunting                  | Gus Van Sant         | Lawrence Bender            |
| 1998 | L.A. Confidential                  | Curtis Hanson        | Curtis Hanson              |
| 1999 | Saving Private Ryan                | Steven Spielberg     | Steven Spielberg           |
| 1999 | Elisabet                           | Shekhar Kapur        | Tim Bevan                  |
| 1999 | Gods and Monsters                  | Bill Condon          | Paul Colichman             |
| 1999 | L'home que xiuxiuejava als cavalls | Robert Redford       | Patrick Markey             |
| 1999 | The Truman Show                    | Peter Weir           | Edward S. Feldman          |

## Dècada de 2000
| Any  | Pel·lícula                                      | Director/s                  | Productor/s                                        |
| ---- | ----------------------------------------------- | --------------------------- | -------------------------------------------------- |
| 2000 | American Beauty                                 | Sam Mendes                  | Bruce Cohen                                        |
| 2000 | El final de l'idil·li                           | Neil Jordan                 | Neil Jordan                                        |
| 2000 | The Hurricane                                   | Norman Jewison              | Armyan Bernstein                                   |
| 2000 | El dilema                                       | Michael Mann                | Pieter Jan Brugge                                  |
| 2000 | L'enginyós senyor Ripley                        | Anthony Minghella           | William Horberg                                    |
| 2001 | Gladiator                                       | Ridley Scott                | Douglas Wick                                       |
| 2001 | Billy Elliot                                    | Stephen Daldry              | Charles Brand                                      |
| 2001 | Erin Brockovich                                 | Steven Soderbergh           | Danny DeVito                                       |
| 2001 | Sunshine                                        | István Szabó                | András Hámori                                      |
| 2001 | Traffic                                         | Steven Soderbergh           | Edward Zwick                                       |
| 2001 | Joves prodigiosos                               | Curtis Hanson               | Curtis Hanson                                      |
| 2002 | Una ment meravellosa                            | Ron Howard                  | Brian Grazer                                       |
| 2002 | A l'habitació                                   | Todd Field                  | Todd Field                                         |
| 2002 | El senyor dels anells: La germandat de l'anell  | Peter Jackson               | Peter Jackson, Barrie M. Osborne i Fran Walsh      |
| 2002 | The Man Who Wasn't There                        | Joel Coen                   | Ethan Coen                                         |
| 2002 | Mulholland Drive                                | David Lynch                 | Pierre Edelman                                     |
| 2003 | The Hours                                       | Stephen Daldry              | Mark Huffam                                        |
| 2003 | About Schmidt                                   | Alexander Payne             | Michael Besman                                     |
| 2003 | Gangs of New York                               | Martin Scorsese             | Alberto Grimaldi                                   |
| 2003 | El senyor dels anells: Les dues torres          | Peter Jackson               | Barrie M. Osborne, Fran Walsh i Peter Jackson      |
| 2003 | El pianista                                     | Roman Polanski              | Roman Polanski                                     |
| 2004 | El senyor dels anells: El retorn del rei        | Peter Jackson               | Barrie M. Osborne, Peter Jackson i Fran Walsh      |
| 2004 | Cold Mountain                                   | Anthony Minghella           | Albert Berger                                      |
| 2004 | Master and Commander: The Far Side of the World | Peter Weir                  | Peter Weir                                         |
| 2004 | Mystic River                                    | Clint Eastwood              | Robert Lorenz                                      |
| 2004 | Seabiscuit                                      | Gary Ross                   | Kathleen Kennedy                                   |
| 2005 | L'aviador                                       | Martin Scorsese             | Michael Mann                                       |
| 2005 | Closer                                          | Mike Nichols                | Patrick Marber                                     |
| 2005 | Descobrir el País de Mai Més                    | Marc Forster                | Richard N. Gladstein                               |
| 2005 | Hotel Rwanda                                    | Terry George                | Terry George                                       |
| 2005 | Kinsey                                          | Bill Condon                 | Gail Mutrux                                        |
| 2005 | Million Dollar Baby                             | Clint Eastwood              | Clint Eastwood, Albert S. Ruddy i Tom Rosenberg    |
| 2006 | Brokeback Mountain                              | Ang Lee                     | Diana Ossana                                       |
| 2006 | The Constant Gardener                           | Fernando Meirelles          | Simon Channing-Williams                            |
| 2006 | Bona nit i bona sort                            | George Clooney              | Grant Heslov                                       |
| 2006 | Una història de violència                       | David Cronenberg            | Chris Bender                                       |
| 2006 | Match Point                                     | Woody Allen                 | Letty Aronson                                      |
| 2007 | Babel                                           | Alejandro González Iñárritu | Steve Golin                                        |
| 2007 | Bobby                                           | Emilio Estevez              | Anthony Hopkins                                    |
| 2007 | Infiltrats                                      | Martin Scorsese             | Brad Grey                                          |
| 2007 | Jocs secrets                                    | Todd Field                  | Albert Berger                                      |
| 2007 | La reina                                        | Stephen Frears              | François Ivernel                                   |
| 2008 | Expiació                                        | Joe Wright                  | Tim Bevan                                          |
| 2008 | American Gangster                               | Ridley Scott                | Brian Grazer                                       |
| 2008 | Promeses de l'est                               | David Cronenberg            | Paul Webster                                       |
| 2008 | The Great Debaters                              | Denzel Washington           | Oprah Winfrey                                      |
| 2008 | Michael Clayton                                 | Tony Gilroy                 | Sydney Pollack                                     |
| 2008 | No Country for Old Men                          | Joel Coen i Ethan Coen      | Joel Coen, Ethan Coen i Scott Rudin                |
| 2008 | There Will Be Blood                             | Paul Thomas Anderson        | Paul Thomas Anderson                               |
| 2009 | Slumdog Millionaire                             | Danny Boyle                 | Christian Colson                                   |
| 2009 | El curiós cas de Benjamin Button                | David Fincher               | Kathleen Kennedy, Frank Marshall i Ray Stark       |
| 2009 | Frost/Nixon                                     | Ron Howard                  | Tim Bevan, Eric Fellner, Brian Grazer i Ron Howard |
| 2009 | El lector                                       | Stephen Daldry              | Anthony Minghella, Sydney Pollack i Scott Rudin    |
| 2009 | Revolutionary Road                              | Sam Mendes                  | Bobby Cohen, Sam Mendes i Scott Rudin              |

## Dècada de 2010
| Any  | Pel·lícula                                | Director/s            | Productor/s |
| ---- | ----------------------------------------- | --------------------- | --- |
| 2010 | Avatar                                    | James Cameron         | James Cameron i Jon Landau |
| 2010 | En terra hostil                           | Kathryn Bigelow       | Kathryn Bigelow, Mark Boal, Nicolas Chartier, Tony Mark, Donall McCusker i Greg Shapiro                                            |
| 2010 | Maleïts malparits                         | Quentin Tarantino     | Lawrence Bender |
| 2010 | Precious                                  | Lee Daniels           | Lisa Cortes, Sarah Siegel-Magness, Valerie Hoffman, Asger Hussain, Gary Magness, Mark G. Magges, Berrgen Swason i Simone Sheffield |
| 2010 | Up in the Air                             | Jason Reitman         | Daniel Dubiecki, Jeffrey Clifford, Ivan Reitman i Jason Reitman                                                                    |
| 2011 | La xarxa social                           | David Fincher         | Scott Rudin, Dana Brunetti, Michael De Luca i Ceán Chaffin                                                                         |
| 2011 | Black Swan                                | Darren Aronofsky      | Mike Medavoy, Scott Franklin, Arnold Messer i Brian Oliver                                                                         |
| 2011 | The Fighter                               | David O. Russell      | David Hoberman, Todd Lieberman, Ryan Kavanaugh, Mark Wahlberg, Dorothy Aufiero i Paul Tamasy                                       |
| 2011 | Inception                                 | Christopher Nolan     | Christopher Nolan i Emma Thomas |
| 2011 | El discurs del rei                        | Tom Hooper            | Iain Canning, Emile Sherman i Gareth Unwin                                                                                         |
| 2012 | The Descendants                           | Alexander Payne       | Jim Burke, Alexander Payne i Jim Taylor                                                                                            |
| 2012 | The Help                                  | Tate Taylor           | Chris Columbus, Michael Barnathan i Brunson Green                                                                                  |
| 2012 | Hugo                                      | Martin Scorsese       | Johnny Depp, Timothy Headington, Graham King i Martin Scorsese                                                                     |
| 2012 | Els idus de març                          | George Clooney        | George Clooney, Grant Heslov i Brian Oliver                                                                                        |
| 2012 | Moneyball                                 | Bennett Miller        | Michael De Luca, Rachael Horovitz i Brad Pitt                                                                                      |
| 2012 | War Horse                                 | Steven Spielberg      | Steven Spielberg i Kathleen Kennedy                                                                                                |
| 2013 | Argo                                      | Ben Affleck           | Ben Affleck, George Clooney i Grant Heslov                                                                                         |
| 2013 | Django desencadenat                       | Quentin Tarantino     | Stacey Sher, Reginald Hudlin i Pilar Savone                                                                                        |
| 2013 | Life of Pi                                | Ang Lee               | Ang Lee, Gil Netter i David Womarck                                                                                                |
| 2013 | Lincoln                                   | Steven Spielberg      | Steven Spielberg i Kathleen Kennedy                                                                                                |
| 2013 | Zero Dark Thirty                          | Kathryn Bigelow       | Kathryn Bigelow, Colin Wilson, Greg Shapiro, Ted Schipper i Megan Ellison                                                          |
| 2014 | 12 anys d'esclavitud                      | Steve McQueen         | Brad Pitt, Dede Gardner, Jeremy Kleiner, Bill Pohlad, Steve McQueen, Arnon Milchan i Anthony Katagas                               |
| 2014 | Captain Phillips                          | Paul Greengrass       | Michael De Luca, Dana Brunetti i Scott Rudin                                                                                       |
| 2014 | Gravity                                   | Alfonso Cuarón        | Alfonso Cuarón i David Heyman |
| 2014 | Philomena                                 | Stephen Frears        | Gabrielle Tan, Steve Coogan i Tracey Seaward                                                                                       |
| 2014 | Rush                                      | Ron Howard            | Andrew Eaton, Eric Fellner, Brian Oliver, Peter Morgan, Brian Grazer i Ron Howard                                                  |
| 2015 | Boyhood                                   | Richard Linklater     | Richard Linklater, Cathleen Sutherland, Jonathan Sehring, John Sloss                                                               |
| 2015 | Foxcatcher                                | Bennett Miller        | Bennett Miller, Megan Ellison, Jon Kilik, Anthony Bregman                                                                          |
| 2015 | The Imitation Game                        | Morten Tyldum         | Nora Grossman, Ido Ostrowsky, Teddy Schwarzman                                                                                     |
| 2015 | Selma                                     | Ava DuVernay          | Dede Gardner, Jeremy Kleiner, Christian Colson, Oprah Winfrey                                                                      |
| 2015 | The Theory of Everything                  | James Marsh           | Tim Bevan, Eric Fellner, Lisa Bruce, Anthony McCarten                                                                              |
| 2016 | The Revenant                              | Alejandro G. Iñárritu | Steve Golin, Alejandro G. Iñárritu, Arnon Milchan, Mary Parent, Keith Redmon                                                       |
| 2016 | Carol                                     | Todd Haynes           | Elizabeth Karlsen, Christine Vachon, Stephen Woolley                                                                               |
| 2016 | Mad Max: Fury Road                        | George Miller         | Doug Mitchell, George Miller, P. J. Voeten                                                                                         |
| 2016 | Room                                      | Lenny Abrahamson      | Ed Guiney, David Gross |
| 2016 | Spotlight                                 | Tom McCarthy          | Steve Golin, Blye Pagon Faust, Nicole Rocklin, Michael Sugar                                                                       |
| 2017 | Moonlight                                 | Barry Jenkins         | Dede Gardner, Jeremy Kleiner, Adele Romanski                                                                                       |
| 2017 | Hacksaw Ridge                             | Mel Gibson            | Terry Benedict, Paul Currie, Bruce Davey, William D. Johnson, Bill Mechanic, Brian Oliver, David Permut                            |
| 2017 | Hell or High Water                        | David Mackenzie       | Peter Berg, Carla Hacken, Sidney Kimmel, Gigi Pritzker, Rachel Shane, Julie Yorn                                                   |
| 2017 | Lion                                      | Garth Davis           | Iain Canning, Angie Fielder, Emile Sherman                                                                                         |
| 2017 | Manchester by the Sea                     | Kenneth Lonergan      | Lauren Beck, Matt Damon, Chris Moore, Kimberly Steward, Kevin J. Walsh                                                             |
| 2018 | Three Billboards Outside Ebbing, Missouri | Martin McDonagh       | Graham Broadbent, Pete Czernin, Martin McDonagh                                                                                    |
| 2018 | Call Me by Your Name                      | Luca Guadagnino       | Peter Spears, Luca Guadagnino, Emilie Georges, Rodrigo Teixeira, Marco Morabito, James Ivory, Howard Rosenman                      |
| 2018 | Dunkirk                                   | Christopher Nolan     | Christopher Nolan and Emma Thomas                                                                                                  |
| 2018 | The Post                                  | Steven Spielberg      | Steven Spielberg, Kristie Macosko Krieger, Amy Pascal                                                                              |
| 2018 | The Shape of Water                        | Guillermo del Toro    | Guillermo del Toro and J. Miles Dale                                                                                               |
| 2019 | Bohemian Rhapsody                         | Bryan Singer          | Graham King and Jim Beach |
| 2019 | Black Panther                             | Ryan Coogler          | Kevin Feige |
| 2019 | BlacKkKlansman                            | Spike Lee             | Sean McKittrick, Jason Blum, Raymond Mansfield, Shaun Redick, Jordan Peele, Spike Lee                                              |
| 2019 | If Beale Street Could Talk                | Barry Jenkins         | Adele Romanski, Sara Murphy, Barry Jenkins, Dede Gardner, Jeremy Kleiner                                                           |
| 2019 | A Star Is Born                            | Bradley Cooper        | Bill Gerber, Bradley Cooper, Lynette Howell Taylor                                                                                 |

## Dècada de 2020
| Any                | Pel·lícula                   | Director/s | Productor/s |
| ------------------ | ---------------------------- | --- | --- |
| 2020               | 1917                         | Sam Mendes | Sam Mendes, Pippa Harris, Jayne-Ann Tenggren, Callum McDougall, and Brian Oliver                                                                                |
| 2020               | The Irishman                 | Martin Scorsese                                                                                                  | Martin Scorsese, Robert De Niro, Jane Rosenthal, Emma Tillinger Koskoff, Irwin Winkler, Gerald Chamales, Gastón Pavlovich, Randall Emmett, Gabriele Israilovici |
| 2020               | Joker                        | Todd Phillips | Todd Phillips, Bradley Cooper, Emma Tillinger Koskoff |
| 2020               | Marriage Story               | Noah Baumbach | David Heyman, Noah Baumbach |
| 2020               | The Two Popes                | Fernando Meirelles                                                                                               | Dan Lin, Jonathan Eirich, Tracey Seaward |
| 2021               | Nomadland                    | Chloé Zhao | Frances McDormand, Peter Spears, Mollye Asher, Dan Janvey, Chloé Zhao                                                                                           |
| 2021               | The Father                   | Florian Zeller                                                                                                   | David Parfitt, Jean-Louis Livi, Philippe Carcassonne |
| 2021               | Mank                         | David Fincher | Ceán Chaffin, Eric Roth, Douglas Urbanski |
| 2021               | Promising Young Woman        | Emerald Fennell                                                                                                  | Josey McNamara, Ben Browning, Ashley Fox, Emerald Fennell |
| 2021               | The Trial of the Chicago 7   | Aaron Sorkin | Stuart M. Besser, Marc Platt |
| 2022               | The Power of the Dog         | Jane Campion | Emile Sherman, Iain Canning, Roger Frappier, Jane Campion, Tanya Seghatchian                                                                                    |
| 2022               | Belfast                      | Kenneth Branagh                                                                                                  | Laura Berwick, Kenneth Branagh, Becca Kovacik, Tamar Thomas |
| 2022               | CODA                         | Sian Heder | Fabrice Gianfermi, Philippe Rousselet, Jerôme Seydoux, Patrick Wachsberger                                                                                      |
| 2022               | Dune                         | Denis Villeneuve                                                                                                 | Mary Parent, Denis Villeneuve, Cale Boyter, Joe Caracciolo Jr.                                                                                                  |
| 2022               | King Richard                 | Reinaldo Marcus Green                                                                                            | Tim White, Trevor White, Will Smith |
| 2023               | The Fabelmans                | Steven Spielberg                                                                                                 | Kristie Macosko Krieger, Steven Spielberg, Tony Kushner |
| 2023               | Avatar: El sentit de l'aigua | James Cameron | James Cameron, Jon Landau |
| 2023               | Elvis                        | Baz Luhrmann | Baz Luhrmann, Catherine Martin, Gail Berman, Patrick McCormick, Schuyler Weiss                                                                                  |
| 2023               | Tár                          | Todd Field | Todd Field, Alexandra Milchan, Scott Lambert |
| 2023               | Top Gun: Maverick            | Joseph Kosinski                                                                                                  | Jerry Bruckheimer, Tom Cruise, Christopher McQuarrie, David Ellison                                                                                             |
| 2024               | Oppenheimer                  | Christopher Nolan                                                                                                | Emma Thomas, Charles Roven, Christopher Nolan |
| 2024               | Anatomia d'una caiguda       | Justine Triet | Marie-Ange Luciani, David Thion |
| 2024               | Killers of the Flower Moon   | Martin Scorsese                                                                                                  | Dan Friedkin, Bradley Thomas, Martin Scorsese, Daniel Lupi |
| 2024               | Maestro                      | Bradley Cooper                                                                                                   | Martin Scorsese, Steven Spielberg, Bradley Cooper, Fred Berner, Amy Durning, Kristie Macosko Krieger                                                            |
| 2024               | Vides passades               | Celine Song | David Hinojosa, Christine Vachon, Pamela Koffler |
| 2024               | La zona d'interès            | Jonathan Glazer                                                                                                  | James Wilson, Ewa Puszczyńska |
| 2025               |                              | | |
| The Brutalist      | Brady Corbet                 | Trevor Matthews, Nick Gordon, Brian Young, Andrew Morrison, Andrew Lauren, D.J. Gugenheim, Brady Corbet          | |
| A Complete Unknown | James Mangold                | Fred Berger, James Mangold, Alex Heineman, Bob Bookman, Peter Jaysen, Alan Gasmer, Jeff Rosen, Timothée Chalamet | |
| Conclave           | Edward Berger                | Tessa Ross, Juliette Howell, Michael Jackman, Alice Dawson, Robert Harris                                        | |
| Dune: Part 2       | Denis Villeneuve             | Mary Parent, Cale Boyter, Patrick McCormick, Tanya Lapointe, Denis Villeneuve                                    | |
| Nickel Boys        | RaMell Ross                  | Dede Gardner, Jeremy Kleiner, David Levine, Joslyn Barnes                                                        | |
| September 5        | Tim Fehlbaum                 | Philipp Trauer, Thomas Wöbke, Tim Fehlbaum, Sean Penn, John Ira Palmer, John Wildermuth                          | |